# Mare de Déu de la Concepció del Bosc
La Mare de Déu de la Concepció del Bosc és l'antiga capella del mas el Bosc, del terme municipal de Castellcir, al Moianès.
Està situada a prop del límit amb Sant Quirze Safaja. Del conjunt d'edificacions que formen aquest mas, la capella és la de més al nord, enfilada damunt d'una roca que forma una petita cinglera.

La Mare de Déu de la Concepció del Bosc, respecte del terme de Castellcir

És inclosa a l'Inventari del Patrimoni Arquitectònic de Catalunya.

## Descripció
És una capella petita, d'una sola nau amb coberta de teula àrab a dos vessants i campanar d'espadanya molt senzill. Sobre la llinda del portal, de pedra, molt simple, hi ha una inscripció que porta escrit l'any 17??. S'arriba al recinte de la capella per una escala de set graons. L'església, que està aixecada damunt la pedra, té l'absis pla.

## Història
La capella fou aixecada el segle xviii per satisfer les funcions religioses del mas. Fou consagrada el 1673. Consta que fou feta construir per mossèn Josep Bosch, fill de la masia on es troba la capella, que fou rector de Sant Llorenç d'Hortons.